# Колон (література)
Колон (грецьк. kolon — частина тіла, речення, елемент періоду) — ритміко-інтонаційна одиниця людського мовлення, власне, мовленнєвий такт, виокремлений паузами та об'єднаний логічним наголосом.
Колон в артикуляційному аспекті наближений до поняття "дихальної групи", у смисловому — до синтагми; набуває особливого значення в ораторському мистецтві.

## Версифікації
В античній версифікації колон тлумачився як група стоп із одним ритмічним наголосом, де розрізнялися короткі колони (коми, відтинки тощо) та довгі.
В українській версифікації колон — це піввірш із різною ритмічною структурою обабіч цезури:
"Крові б, крові / і сили відерцем..." (О.Влизько). Тут маємо у першому піввірші хорей, у другому — амфібрахій.